# 法姆蘭 (印地安納州)
法姆蘭（英語：Farmland）是一個位於美國印地安納州蘭道夫縣的城鎮。

## 人口
根據2010年美國人口普查的數據，法姆蘭的面積為1.38平方千米，當中陸地面積為1.38平方千米，而水域面積為0.00平方千米。當地共有人口1,333人，而人口密度為每平方千米966人。